# Nikos Moustroufis
Nikolaos „Nikos“ Moustroufis (griechisch Νικόλαος „Νίκος“ Μουστρούφης, * 4. Februar 1959 in Athen) ist ein ehemaliger griechischer Squashspieler.

## Karriere
Nikos Moustroufis spielte ab 1995 vereinzelt auf der PSA World Tour. Seine höchste Platzierung in der Weltrangliste erreichte er mit Rang 198 im März 2007. Mit der griechischen Nationalmannschaft nahm er 1995 an der Weltmeisterschaft teil und gehörte darüber hinaus 20 Mal zum griechischen Kader bei Europameisterschaften. Er wurde zwischen 1983 und 1995 achtmal griechischer Meister.
1982 schloss Moustroufis sein Architekturstudium an der Nationalen Technischen Universität Athen ab und ließ darauf ein weiteres Studium in Energy studies an der Architectural Association School of Architecture folgen. Seit 1986 führt er gemeinsam mit seinem Bruder und seinem Sohn ein Architekturbüro in Chalandri. Er hat insgesamt zwei Kinder.

## Erfolge
- Griechischer Meister: 8 Titel (1983, 1985, 1987, 1988, 1991, 1992, 1994, 1995)